# Wilson Pickett

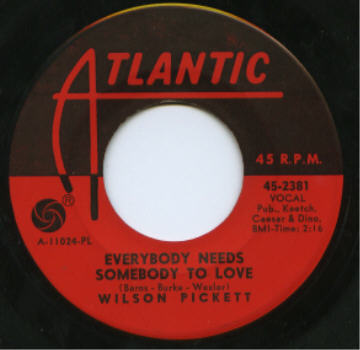
Singeln "Everybody Needs Somebody to Love".

Wilson Pickett, född 18 mars 1941 i Prattville, Alabama, död 19 januari 2006 i Reston, Fairfax County, Virginia, var en amerikansk R&B- och soulsångare.  
Pickett sjöng R&B och soul på ett vilt och råbarkat sätt som antagligen har haft inflytande på funken. Wilson Pickett var under 1960-talet och det tidiga 1970-talet ett av de större namnen inom soulmusiken.
Han fick sin första stora hit 1962 då han sjungit in "I Found a Love" med R&B-gruppen the Falcons. Han fick sedan kontrakt med Atlantic Records och började spela in musik i Memphis. 1965 släppte han "In the Midnight Hour" som har kommit att bli en av hans signatursånger. Låten låg etta på Billboards R&B-lista och hamnade på plats #21 på popsingellistan. "In the Midnight Hour" räknas också som en av de första "äkta" soullåtarna som spelats in och lämnat R&B. 
Sin största pophit fick han 1966  med låten "Land of 1000 Dances" som nådde plats #6. Hans singlar låg ofta högt på R&B-singellistan medan de ofta hamnade lägre, mellan plats 10 och 20 på popsingellistan. Några andra hits från samma period är "634-5789 (Soulsville, U.S.A.)", "Mustang Sally", "Ninety Nine and a Half (Won't Do)" (alla 1966), och "Funky Broadway" (1967). Han hade även hits med coverversioner på låtarna "Hey Jude" och "Born to Be Wild", den sistnämnda hans enda Tio i topp-hit i Sverige. Han fick också en hit med the Archies "Sugar, Sugar" 1969. "Don't Let the Green Grass Fool You" och "Don't Knock My Love" blev hans sista stora singelframgångar 1971.
Pickett lämnade Atlantic Records för att börja spela in på RCA Records 1973. Men efter att han lämnat Atlantic fick han aldrig någon mer stor hit. Han hade några små intrång på Billboards R&B-singellista. Att Pickett 1987 spelade in en skiva för polerade Motown kan tyckas lite märkligt med tanke på hans vilda utmanade soul från 1960-talet. Det är också hans album från tiden med Atlantic Records som brukar rekommenderas av experter. Han släppte sitt sista studioalbum 1999, samma år spelade han även sig själv i filmen Blues Brothers 2000.
Pickett blev invald i Rock and Roll Hall of Fame 1991. Han avled 2006 på grund av sina fleråriga hjärtproblem.

## Diskografi
Double L Records
- It's To Late (1963)

Atlantic Records
- In the Midnight Hour (1965)
- The Exciting Wilson Pickett (1966)
- The Wicked Pickett (1966)
- The Sound of Wilson Pickett (1967)
- I'm in Love (1968)
- The Midnight Mover (1968)
- Hey Jude (1969)
- Right On (1970)
- Wilson Pickett in Philadelphia (1971)
- Don't Knock My Love (1971)

RCA Records
- Miz Lena's Boy (1973)
- Live in Japan (1974) Live!, dubbel-LP
- Pickett in the Pocket (1974)
- Tonight I'm My Biggest Audience (1974)
- Join Me and Let's Be Free'  (1975)

EMI
- I Want You (1979)
- Right Track (1981)

Motown
- American Soul Man (1987)

Bullseye Blues
- It's Harder Now (1999)